# Indiai zene
Az indiai zene több évezredes múltra tekint vissza, és igen változatos formákban kifejezi ki az indiai szubkontinens zenei hagyományát. A nyelvi és  vallási különbségek ellenére ugyanaz a fajta zene megtalálható India politikai határain túl is.

## Jellemzői

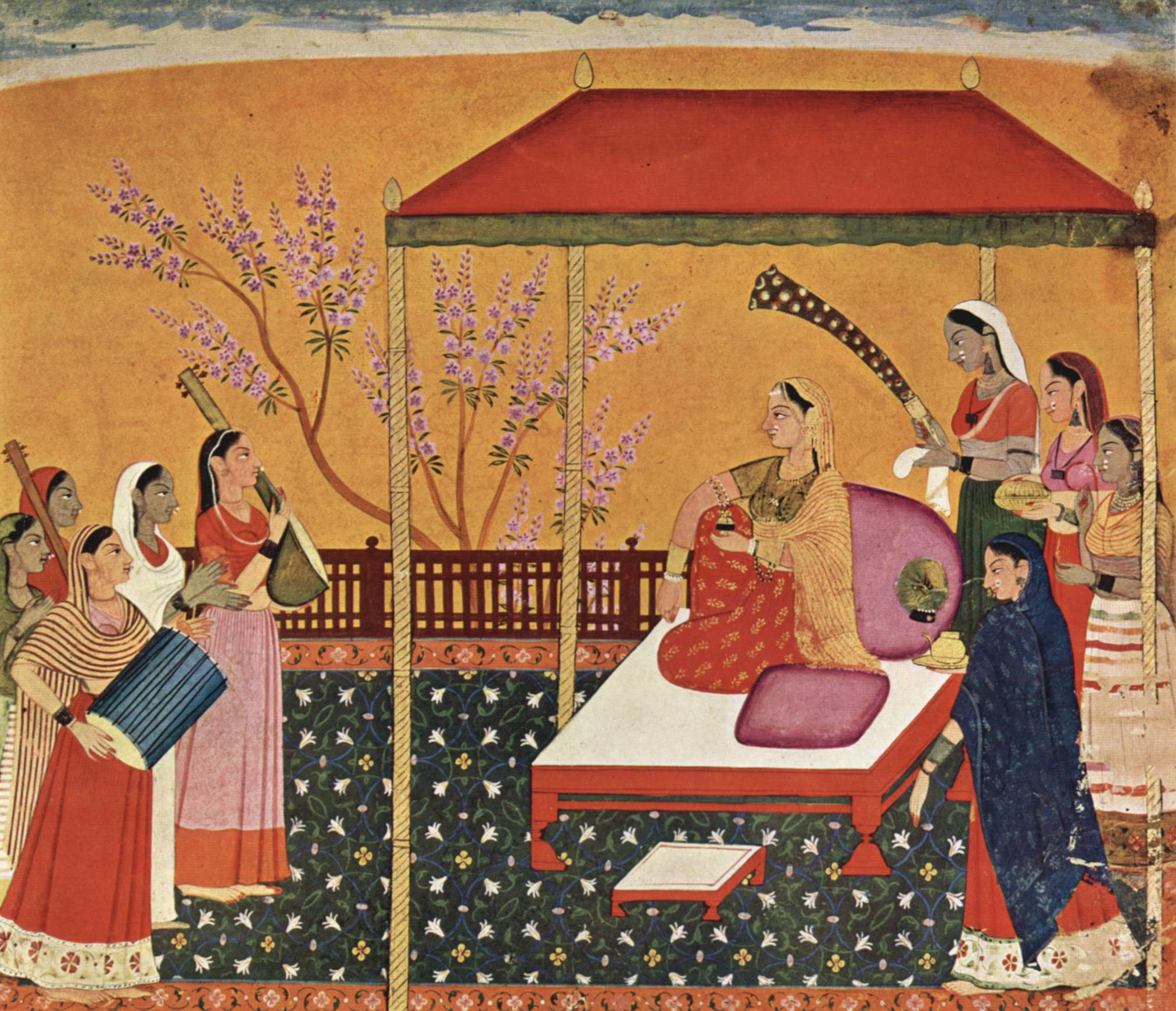
Indiai hölgyek zenélnek egy 1750 körüli festményen

Az indiai zene számos műfajt és stílust foglal magába, amelyek több fő kategóriába csoportosíthatók:
- Klasszikus zene, amely Indiában körülbelül ugyanolyan státusszal rendelkezik, mint Európában a nyugati klasszikus zene.
- Népzene: régiónként nagyon különböző, többnyire vallási eredetű dalok, amelyeket főleg fesztiválokon és templomokban énekelnek és játszanak
- Népszerű zene: modern, mindennapi slágerek, amelyek nagy része régi vagy új indiai filmekből származik, és gyakran tartalmazzák a klasszikus zene és a népzene elemeit.
- Vallási zene, mely lehet hindu, iszlám, szikh vagy keresztény egyházi zene.

Az indiai zene modális zenei rendszer. Nincsenek benne harmóniák, akkordok, egyszerre mindig csak egy hang szól, ami az alaphanghoz képest érvényes. Nem egyenlő hangközökből építkezik — tehát nem 12 fokú, temperált hangrendszere van, mint az európai zenének — hanem úgy, hogy egy oktávot felosztanak 24, egymástól változó távolságokra elhelyezkedő részre.

### Vidéki területek
A vidéki területeken, a falvakban a zene nemcsak a szórakoztatás egyik formája, hanem a mindennapi élet számos tevékenységének alapvető eleme, és a legtöbb rituáléban kiemelkedő szerepet játszik. Ide tartoznak az életciklus eseményei, például a születés, a beavatás, a házasság és a halál; a mezőgazdasági ciklus eseményei, például az ültetés, betakarítás és cséplés; a különféle munkadalok. Egy szüreti ének során például hálát adnak az istenségnek a bőséges aratásért. Ezeket a dalokat általában a tevékenységben résztvevő összes tag énekli és spirituális céljuk van. Jellemzők az ütőhangszerek, mint például a dobok, kereplők és a cintányérok. Esetenként hegedű vagy fuvola is kísérheti az énekeseket, akik gyakran táncolnak, miközben énekelnek.
A 20. század közepe óta jelentős a kölcsönhatás a vidéki és a városi kultúrák között. Az indiai népszerű filmdalok hozzájárulnak a vidéki zenei ízlés megváltozásához is, vagy épp a ma már mindenütt jelen lévő bhangra  zenének egyértelműen vidéki gyökerei vannak.

### Városok
A városokban a népszerű filmzenén és klasszikus zenén kívül a zene számos más formája létezik, amelyek közül néhány szorosan hasonlít a vidéki területek zenéjére. Az utcákon találkozni esküvőt vagy temetést hirdető, dobokat és oboákat használó szabadtéri együttesekkel. Utcai zenészek, vallási csoportok, kígyóbűvölők, történetmesélők és bűvészek minden rendelkezésre álló lehetőségnél fellépnek, zenélnek és énekelnek. Az alacsony színvonalú szórakozóhelyeken a kéjnők még mindig a hagyományos módon énekelnek és táncolnak. A nagyobb városokban a nyugati kamarazene és alkalmanként szimfonikus koncertek is megtalálhatók, valamint a népszerű tánczene, pop, rock vagy dzsessz jellemzők az éjszakai klubokban.

## Indiai klasszikus
Az indiai mitológia szerint a zenének isteni eredete van: Brahma isten a hang által teremtette meg az univerzumot, míg Shiva isten játszott számára a dameru dobon. Brahma hitvese, Szarasvati istennő is mindig kapcsolatban áll egy ősi húros hangszerrel, a vínával. Az univerzumot az Óm őshang hozta létre; a nyelv pedig a dob hangjaiból származik.
Az indiai klasszikus zene eredete az ősi védikus időkre nyúlik vissza. 
Általánosságban véve két fő hagyományról beszélhetünk, bár ezt a felosztást számos hagyomány módosítja:
- a karnátikus zene (wd), amelyet elsősorban a félsziget déli régióban találunk,
- a hindusztáni zene (wd), amely az északi, keleti és központi régiókban található meg.

## Népzene

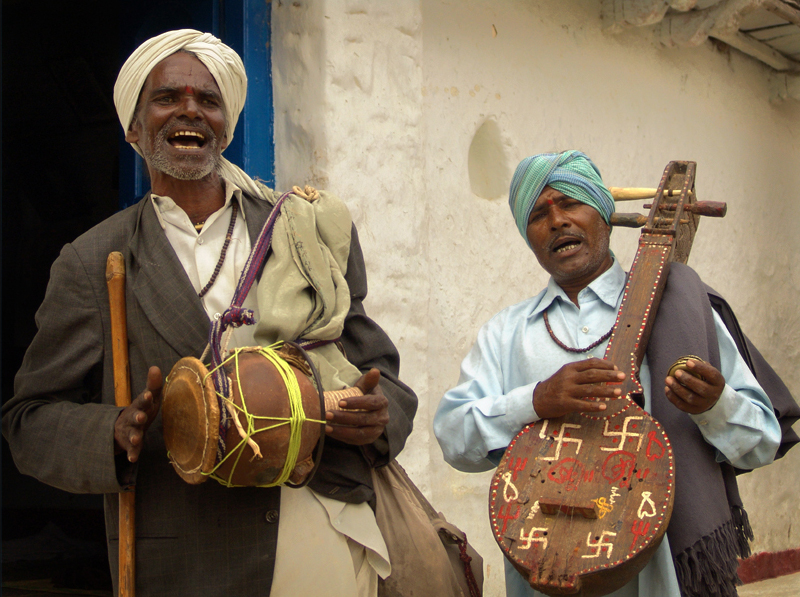
Indiai falusi népzenészek

Nincs a világon olyan zenei műfaj, amelynek valamilyen formában népzenei gyökerei ne lennének, így az indiai klasszikus zenének is vannak. Ahogy indiai nép, úgy „indiai” népzene sincs, hanem bengáli, gudzsaráti, pandzsábi stb. népzenék vannak.
India több mint egymilliárd lakosának jelentős része még falvakban és kisvárosokban él, a maguk kötött szabályaival rendelkező közösségekben. A népesség a hivatalos nyelvek mellett több száz nyelvet beszél és az indiai népzene is többszáz helyi formában és stílusban létezik. Egész könyveket szentelnek az egyes régiók népzenéjének, dalainak és táncainak az északi Kasmírtól a déli Keraláig, a nyugati Gudzsaráttól a keleti Asszámig.
Az indiai népzene és klasszikus zene között nincs olyan mély szakadék, mint az európai zenében. Csak éppen míg a klasszikus műfajban a zene anyaga szinte absztrakt elemekből épülve áll össze lenyűgöző struktúrává, a népzenében ugyanaz a hangzáskultúra könnyebben megjegyezhető, világosabban tagolt melódiák szolgálatában áll.
Példái régiónként és államonként:
- Andhra Pradesh : Madiga Dappu, Mala Jamidika
- Assam : Bihugeet , Tokarigeet, Kamrupi Lokgeet , Goalparia Lokogeet , Borgeet
- Chhattisgarh : Pandavani
- Gudzsarát : Garba , Doha
- Jharkhand : Jhumair , Domkach
- Karnataka : Bhavageete
- Maharashtra : Bhavageete , Lavani , Powada , Bhajan , Pravachan , Bhakteegeete , Natya Sangeet , Bharud , Gondhal Lalitá, Abhang, Tumbadi
- Orisza : Sambalpuri és Lalita
- Pandzsáb : Mahija
- Északnyugat-India : szúfi népi rock
- Észak-India : Biraha
- Tamil Nadu : Naattupura Padalgal
- Telangana : Janapadha Geyalu
- Nyugat-Bengál : Tamang Selo , Bahula, bhatiyali , Kirtan

## Népszerű zene
A világ legnagyobb filmiparával rendelkező Indiában  hatalmas rajongás övezi a filmsztárokat, a közönség kívülről fújja a filmbetétdalokat és évente közel ezer új filmet mutatnak be. A legtöbb indiai film nagyon hasonlít a nyugati musicalekhez, és általában hat vagy több dalt tartalmaz.
Az indiai filmzene szinte egyet jelent az indiai popzenével. Számos forrásból merít, indiaiból és nyugatiból; az indiai forrásai között a legfontosabb a klasszikus, a népi és az áhítatos vallási zene.
Az aktuális slágerek 70-80 százaléka filmbetétdal. Emiatt a zenei rendezők és a koreográfusok kultusza a filmcsillagokéval vetekszik.
Az ún. filmi  a bollywoodi filmekhez írt és előadott zene. A dalokat playback énekesek adják elő, és az indiai zeneértékesítési piac, az eladások zömét ezek képviselik. Az indiai filmzenék igen vonzóak Indiában, Nepálban, Pakisztánban és a tengerentúlon, különösen az indiai diaszpóra körében. A dalok a célközönségtől függően különböző nyelveken szólnak, például hindi vagy tamil nyelven.
Pár filmzene:
- Saajan Saajan - Dil Ka Rishta | Arjun, Aishwarya Rai | Alka Yagnik, Kumar Sanu, Sapna,  – Youtube
- Dil Laga Liya - Dil Hai Tumhaara | Preity & Arjun Rampal | Alka Yagnik & Udit Narayan,  – Youtube
- Mohabbat Dil Ka Sakoon - Dil Hai Tumhaara | Preity Zinta, Arjun Rampal, Jimmy & Mahima,  – Youtube

## Vallási zene

### Hindu
A vallási zene a hinduizmus áhítatos zenéje, amelyet főleg Indiában és Nepálban találunk meg.
Formái:
- népszerű vokális zene, amelyet bhadzsannak (wd) vagy kirtannak  hívnak
- a templomokban a brahmanok által énekelt vokális zene, szanszkrit szent mantrákból összeállítva
- instrumentális zene, amely többféle formát ölthet a púdzsa rituálék és vagy felvonulások, esküvők lebonyolítására.

A hindu vallási énekek és dalciklusok közül a klasszikus Gíta Govinda a leghíresebb, amely Krisna istennek Rádha iránti szerelmét meséli el.
A bhadzsan  (bhajan) hindu (főleg vaisnava) vagy szikh áhítatos dal. Népszerűbb himnusz-típus, amelyet gyakorlatilag India minden nyelvén és dialektusában elő lehet adni. Nincs előírt formája vagy szabályai; általában a dallamos rágákon és tálákon  alapszik és a dalszöveget a bhakti hagyományból veszik.
A villupaatu  vagy más néven villadicsampaatu a történetmesélés ősi formája Indiában, ahol az elbeszélést zene színesíti. Tamil Nadu és Kerala államok művészeti formája, de megtalálható Srí Lankán is.
A kirtan  különösen a visnuizmus bhakti-kultuszához és a szikhizmus vallási gyakorlatához tartozik. A neohindu Krisna-irányzatban a Hare Krsna éneklése zenével egybekötve, általában állva előadva.
Az indiai vallási tolerancia egyik sajátossága abban mutatkozik meg, hogy gyakran muszlim zenészek adnak elő hindu zenét.
Délkelet-Ázsiában és Balin is van hindu vallási zene, de ez mindig az indiai és a helyi zenei hatások közötti szinkretizmus eredményeképp alakul ki.

### Iszlám
Az indiai muszlimok egyik éneke a kavvali  (qawwali), egyfajta kórus, amelynek témáját a szúfik, az iszlám misztikusok szolgáltatják. Széles körben elterjedt Észak-Indiában és Pakisztánban.
Az elmúlt évtizedekben a szúfi zene modernizálódott, és így profánabbá vált.

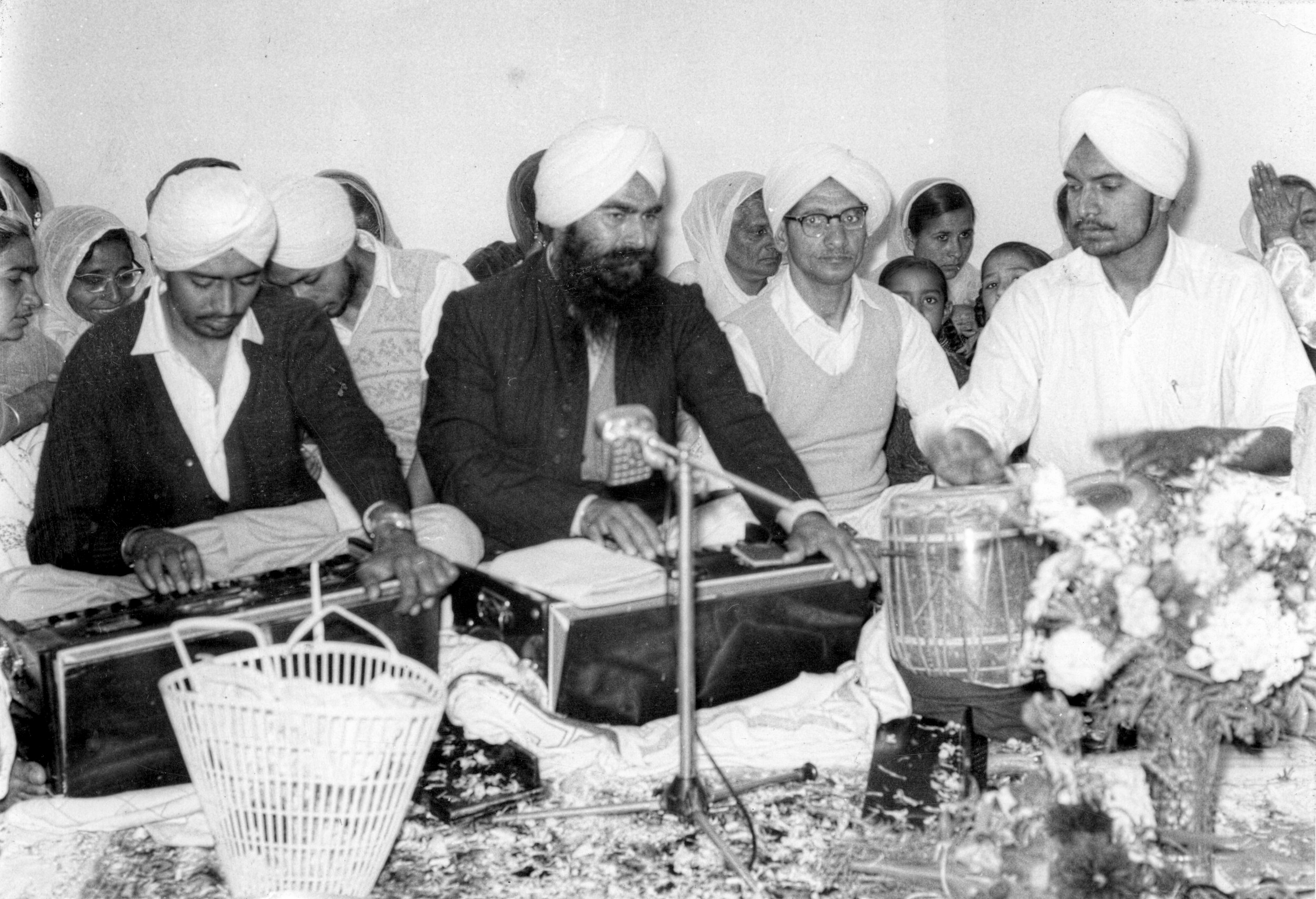
Szikh kirtan hagyományos hangszerekkel
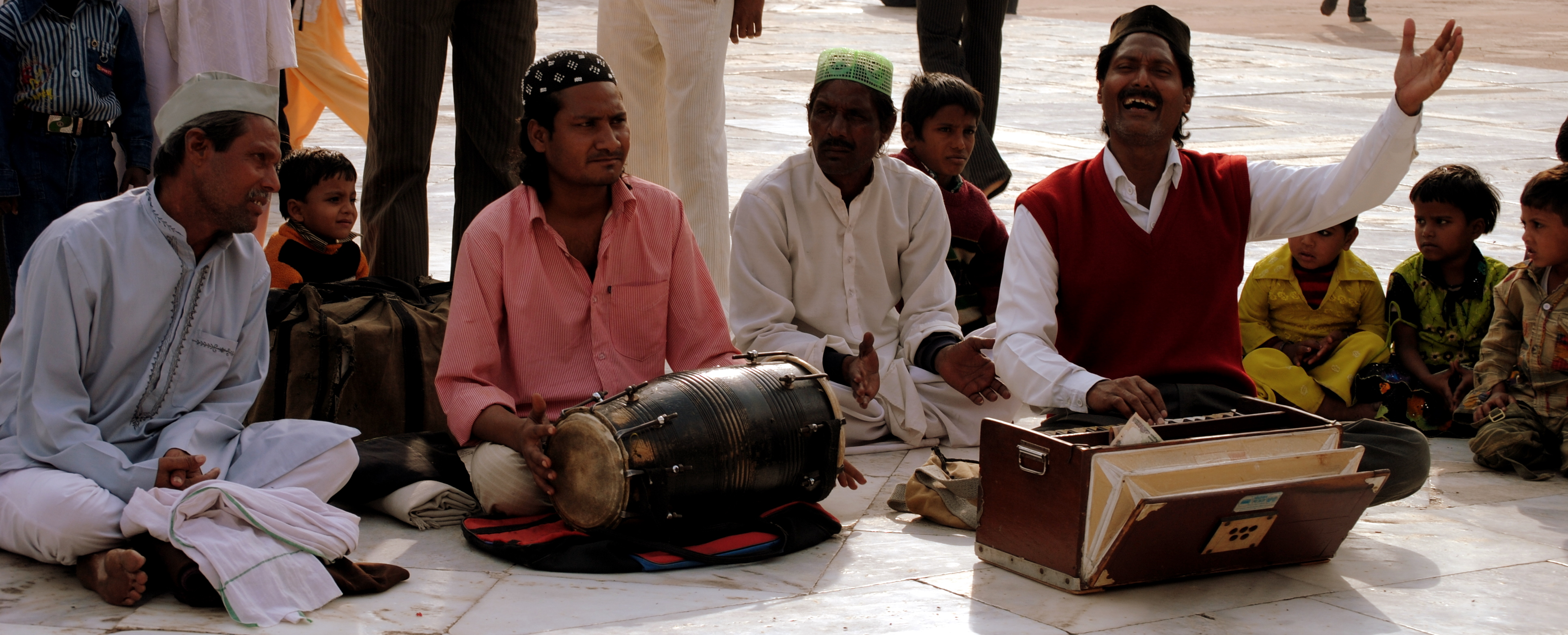
Kavvali zenészek
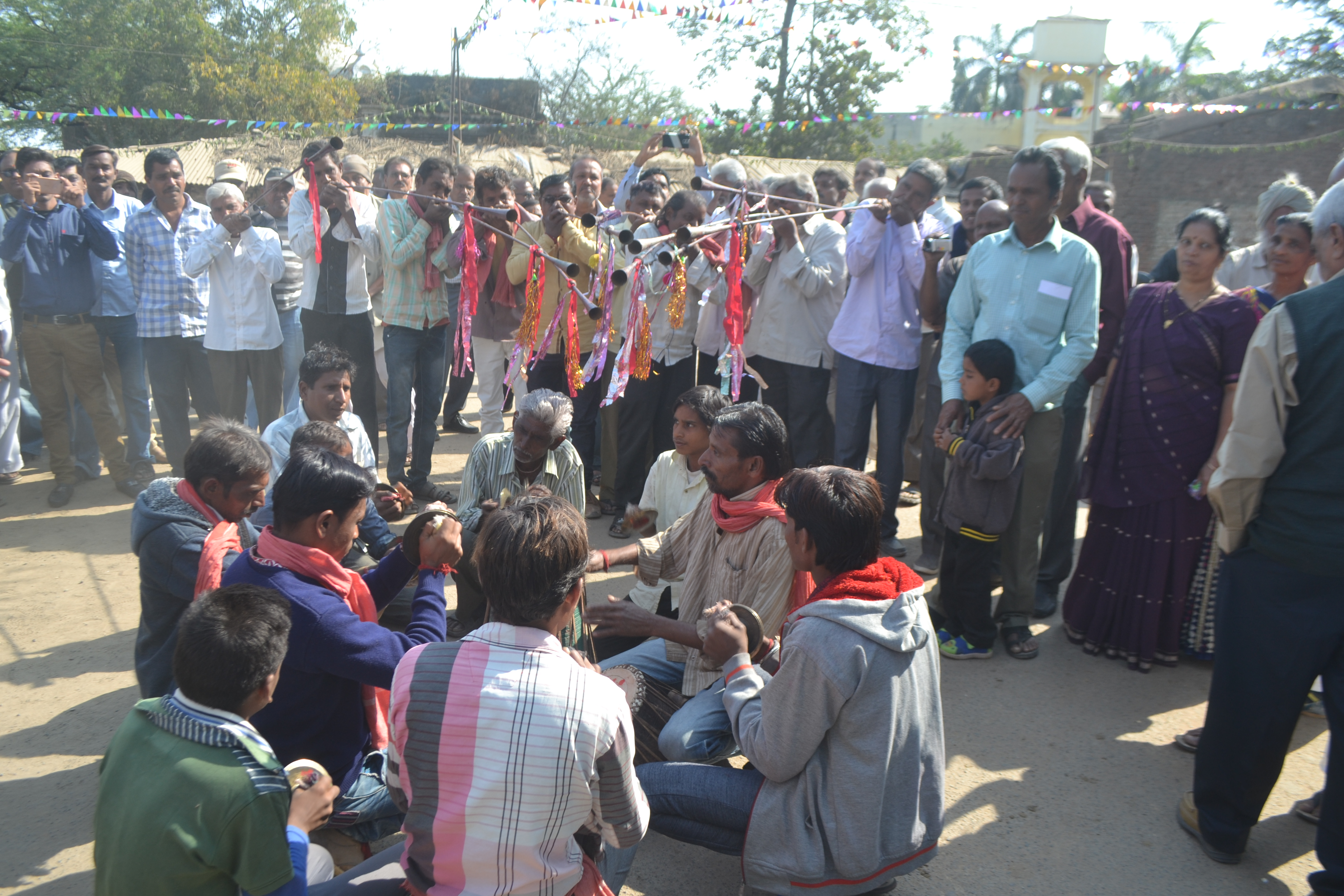
Gudzsaráti hagyományos bhajan
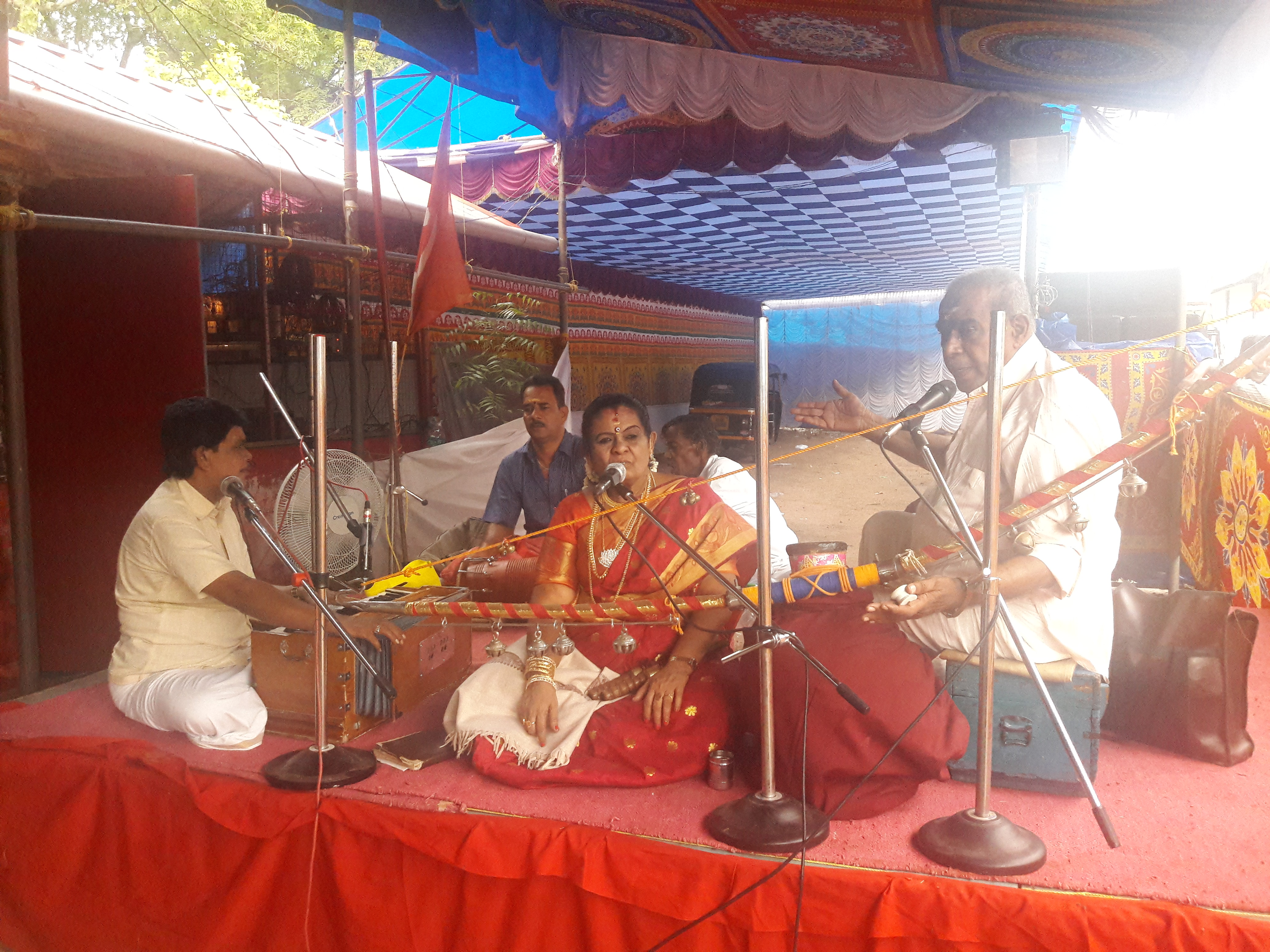
Villupattu zenészek

## Tagore
Rabindranath Tagore az indiai zene kulcsfigurája volt a 19. és 20. század fordulóján. Sok nyugat-bengáli és bangladesi előadó kizárólag a dalaira szakosodott.

## Hangszerek
A legtöbb indiai zenekarban domináns szerep jut a húros hangszereknek. Közöttük talán a legismertebb a szitár, a hosszúnyakú lantféle.
A fafúvós hangszerek közé számos különböző fuvola és duda tartozik.
Az idiofonok csoportjába harangok, cintányérok és gongok tartoznak. Megtalálható még az ún. dzsaltarang , amely számos apró porcelánedényből áll. Ezekbe mindegyikébe különböző mennyiségű vizet töltenek, így bambuszbottal megütve különböző magasságú hangot adnak.
Igen sokféle dobtípust találunk. Mind közül azonban messze a legfontosabb a két, viszonylag apró dob, amelyek a tablá-banya hangszert alkotják. Az egyik a zenész jobb oldalán, a másik a bal oldalán helyezkedik el.

### Főbb hangszerek
- anandalahari (kordofon)
- banszuri (wd) (aerofon)
- ghatam (idiofon)
- dholak (wd) (kétfejű dob)
- harmonika (aerofon), mint fújtatós, kézi hangszer
- hegedű
- karatalok (cintányér)
- pakhawaj (wd) és mridanga (kétfejű dob)
- rudra-vína (wd) (kordofon)
- sanka (kagylókürt, fúvós hangszer)
- srúti doboz (wd) vagy szurpeti a fújtató rendszerén működik, hasonló a harmóniumhoz, állandó, monoton hangot bocsát ki
- szántur (wd) (kordofon)
- szárangi (wd) (kordofon)
- száród (wd) (kordofon)
- senáj (wd) (fúvós hangszer)
- szitár (kordofon)
- szurbáhár (wd) (kordofon), néha basszusszitárként is ismert, mint egy pengetős, hosszú nyakú lant
- tablá (membranofon)
- tánpúrá  (kordofon), a szitárhoz hasonló
- vína  (pengetős, húros hangszer)